# Verkehrsgemeinschaft Münsterland

Logo der VGM

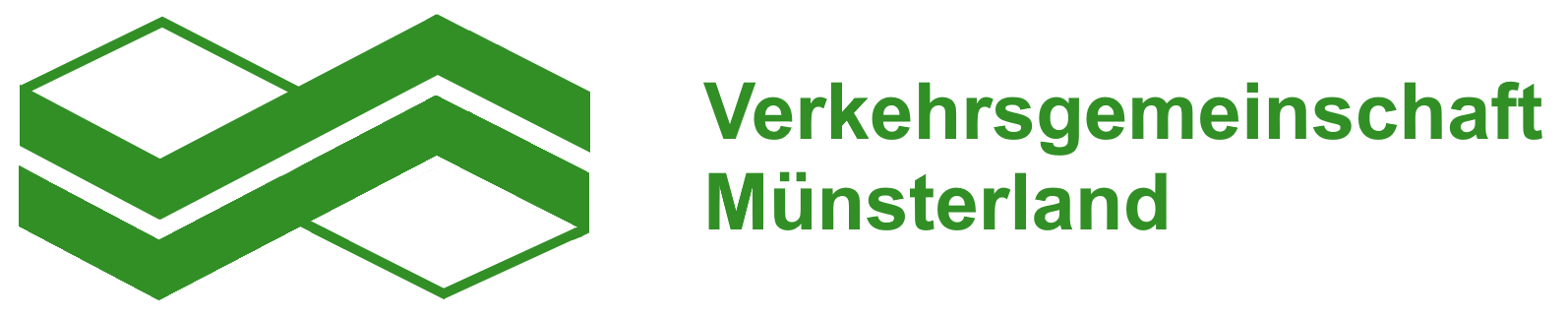
Altes Logo der Verkehrsgemeinschaft Münsterland

Die Verkehrsgemeinschaft Münsterland (VGM) war ein Zusammenschluss aller am Öffentlichen Personennahverkehr (ÖPNV) in den Kreisen Borken, Coesfeld, Steinfurt und Warendorf sowie der kreisfreien Stadt Münster beteiligten Verkehrsunternehmen. Ihre Aufgabe war es, für einen einheitlichen Tarif und abgestimmte Fahrpläne zu sorgen. Zum 1. August 2017 wurde der Münsterland-Tarif der VGM aufgehoben und mit dem Ruhr-Lippe-Tarif, dem Hochstift-Tarif sowie den Tarifen von dem Sechser und der Verkehrsgemeinschaft Westfalen-Süd zum neuen Westfalentarif zusammengeschlossen.
Dem Gebiet der VGM entsprechender Aufgabenträger für den Schienenpersonennahverkehr (SPNV) im Kooperationsraum 5 (Münsterland) war der Zweckverband SPNV Münsterland (ZVM), für den Straßenpersonennahverkehr (ÖSPV) die vier Kreise und die Stadt Münster. 2008 übergab der ZVM die Aufgabenträgerschaft für den SPNV an den übergeordneten Zweckverband Nahverkehr Westfalen-Lippe (NWL).
Das Verkehrsgebiet der Verkehrsgemeinschaft Münsterland grenzte im Norden an das Land Niedersachsen, im Osten an den Verkehrsverbund OstWestfalenLippe (VVOWL), im Süden an die Verkehrsgemeinschaft Ruhr-Lippe (VRL), den Verkehrsverbund Rhein-Ruhr (VRR) und im Westen an die Niederlande.

## Städte und Gemeinden im Verkehrsgebiet der VGM
| - Ahaus - Ahlen - Altenberge - Ascheberg - Beckum - Beelen - Billerbeck - Bocholt - Borken - Coesfeld - Drensteinfurt - Dülmen - Emsdetten - Ennigerloh - Everswinkel - Gescher - Greven | - Gronau - Hamm - Havixbeck - Heek - Heiden - Hopsten - Hörstel - Horstmar - Ibbenbüren - Isselburg - Ladbergen - Laer - Legden - Lengerich - Lienen - Lotte - Lüdinghausen - Metelen | - Mettingen - Münster - Neuenkirchen - Nordkirchen - Nordwalde - Nottuln - Ochtrup - Oelde - Olfen - Ostbevern - Raesfeld - Recke - Reken - Rhede - Rheine - Rosendahl | - Saerbeck - Sassenberg - Schöppingen - Senden - Sendenhorst - Stadtlohn - Steinfurt - Südlohn - Tecklenburg - Telgte - Velen - Vreden - Wadersloh - Warendorf - Westerkappeln - Wettringen |

## Verkehrspartner in der VGM
- DB Regio NRW GmbH
- eurobahn - KEOLIS Deutschland GmbH & Co. KG
- NordWestBahn GmbH
- Westfalenbahn GmbH
- Euregio Verkehrsgesellschaft GmbH & Co KG
- Gronemann Reisen GmbH
- Kraftverkehr Münsterland C. Weilke GmbH & Co. KG
- Regionalverkehr Münsterland GmbH (RVM)
- DB Bahn Rheinlandbus GmbH
- SWK MOBIL GmbH
  - StadtBus Bocholt GmbH
- Stadtwerke Münster GmbH
- Stadtwerke Hamm GmbH
- Veelker GmbH & Co. KG
- Verkehrsbetriebe Schäpers GmbH & Co. KG
- DB Bahn Westfalenbus GmbH
- Stadtbus Rheine